# Channagiri
Channagiri è una suddivisione dell'India, classificata come town panchayat, di 18.517 abitanti, situata nel distretto di Davanagere, nello stato federato del Karnataka. In base al numero di abitanti la città rientra nella classe IV (da 10.000 a 19.999 persone).

## Geografia fisica
La città è situata a 14° 1' 60 N e 75° 55' 60 E e ha un'altitudine di 661 m s.l.m..

## Società

### Evoluzione demografica
Al censimento del 2001 la popolazione di Channagiri assommava a 18.517 persone, delle quali 9.590 maschi e 8.927 femmine. I bambini di età inferiore o uguale ai sei anni assommavano a 2.486, dei quali 1.300 maschi e 1.186 femmine. Infine, coloro che erano in grado di saper almeno leggere e scrivere erano 13.082, dei quali 7.119 maschi e 5.963 femmine.